# Botanisches Archiv
Botanisches Archiv (abreviado Bot. Arch.) fue una revista con ilustraciones y descripciones botánicas que fue publicada en Berlín.Se publicaron 45 números en los años 1922-1944 con el nombre de Botanisches Archiv. Zeitschrift für die gesamte Botanik. Königsberg and Dahlem bei Berlin.